# NGC 2516
NGC 2516 (другие обозначения — OCL 776, ESO 124-SC6) — рассеянное скопление в созвездии Киль.
Этот объект входит в число перечисленных в оригинальной редакции «Нового общего каталога».
Является протяжённым (простирается более, чем на 2° на небе) и относительно молодым рассеянным скоплением. Имеет «тонкую» структуру.